# Керо, Эдуин
Э́дуин Эсти́вер Ке́ро Альбарраси́н (исп. Eduin Estiwer Quero Albarracín; 22 апреля 1997, Сан-Кристобаль, Венесуэла) — венесуэльский футболист, защитник клуба «Депортиво Тачира».

## Карьера

### Клубная
Начал футбольную карьеру в клубе «Депортиво Тачира», за основной состав которого он дебютировал 26 июля 2015 года во встрече с «Туканесом».
В 2018 году выступал на правах аренды за клуб «Сулия», из состава которого был исключён из-за издевательства над котом, которое он с другим футболистом Давидом Баррето записали на видео и выложили в сеть.

### В сборной
В 2017 году Керо принял участие в Молодёжном чемпионате Южной Америки. Защитник провёл на турнире шесть матчей своей команды, получившей право выступить на молодёжном чемпионате мира.